# Адамс Тауншип (округ Батлер, Пенсільванія)
Адамс Тауншип (англ. Adams Township) — селище (англ. township) в США, в окрузі Батлер штату Пенсільванія. Населення — 14 844 особи (2020).

## Демографія
Згідно з переписом 2010 року, у селищі мешкали 11 652 особи в 4389 домогосподарствах у складі 3306 родин. Було 4648 помешкань
Расовий склад населення:
| - 95,4 % — білих - 2,3 % — азіатів - 1,0 % — чорних або афроамериканців |

До двох чи більше рас належало 0,9 %. Частка іспаномовних становила 1,4 % від усіх жителів.
За віковим діапазоном населення розподілялося таким чином: 28,2 % — особи молодші 18 років, 60,5 % — особи у віці 18—64 років, 11,3 % — особи у віці 65 років та старші. Медіана віку мешканця становила 40,1 року. На 100 осіб жіночої статі у селищі припадало 95,1 чоловіків;  на 100 жінок у віці від 18 років та старших — 93,3 чоловіків також старших 18 років.
Середній дохід на одне домашнє господарство  становив 140 234 долари США (медіана — 105 977), а середній дохід на одну сім'ю — 157 834 долари (медіана — 121 367). Медіана доходів становила 88 277 доларів для чоловіків та 56 655 доларів для жінок. За межею бідності перебувало 2,1 % осіб, у тому числі 0,6 % дітей у віці до 18 років та 3,8 % осіб у віці 65 років та старших.
Цивільне працевлаштоване населення становило 6433 особи. Основні галузі зайнятості: освіта, охорона здоров'я та соціальна допомога — 19,5 %, науковці, спеціалісти, менеджери — 14,6 %, виробництво — 11,8 %, фінанси, страхування та нерухомість — 10,9 %.